# Gymnasium Tegernsee
Das Gymnasium Tegernsee ist ein staatliches Gymnasium in Tegernsee, Landkreis Miesbach mit 620 Schülerinnen und Schülern (Schuljahr 2023/24).

## Geschichte
Die Schule ist seit 1949 in zwei Flügeln des ehemaligen Benediktinerklosters Kloster Tegernsee (gegründet durch die adligen Brüder Adalbert und Otkar Mitte des achten Jahrhunderts) untergebracht. 

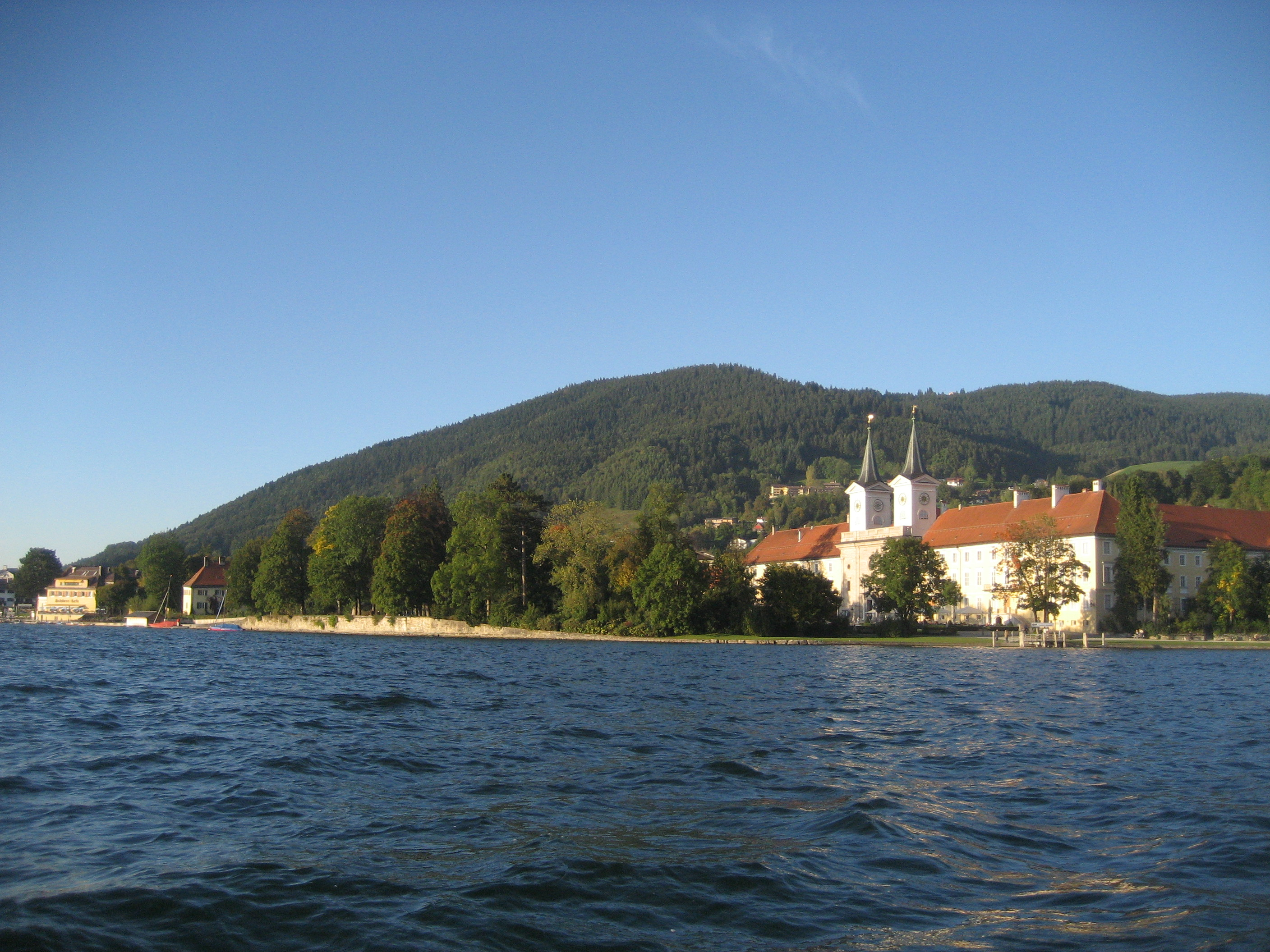
Das ehemalige Klostergelände vom See betrachtet.

 Als Aula dient der sogenannte Barocksaal mit aufwändigem Stuck und Deckengemälden. Der Raum war ursprünglich das Refektorium, der Speisesaal des Klosters.
In den späten 1960er Jahren war ein Neubau zunächst auf der Point am östlichen Seeufer zwischen Tegernsse und Rottach-Egern und danach im Nordosten des Sees auf dem Boden der Gemeinde Gmund geplant, der aber wegen des dafür erforderlichen Flächenverbrauchs im Landschaftsschutzgebiet von Naturschützern und einer Initiative von Architekten abgelehnt wurde. Vorausgegangen war, dass am Gründonnerstag 1963 im 2. Stockwerk des Gymnasiums ein 30-Zentimeter-Brocken der Decke heruntergebrochen war; die Schule musste aus baupolizeilichen Gründen für mehrere Wochen geschlossen werden. Nach massiven Auseinandersetzungen mit der Ministerialbürokratie wurden die Neubaupläne aufgegeben und stattdessen kaufte der Freistaat Bayern in den 1970er Jahren die von der Schule belegten Flügel des Schlosses an. In den südlichen Innenhof wurde von 1979 bis 1982 eine Glasfassade eingefasst, die für ausreichend Licht in den Klassenzimmern sorgt. Außerdem wurden das marode Mauerwerk saniert, die Installationen erneuert und alle Fenster ersetzt. Jenseits der Hauptstraße entstand ein Neubau für die Dreifachturnhalle, die mit der Schule durch eine Unterführung verbunden ist.
Im Sommer 2005 wollte Otto Beisheim der Schule 10 Mio. Euro stiften, allerdings stand im Stiftungsvertrag der Name „Otto-Beisheim-Gymnasium Tegernsee“. Da dies eine Umbenennung der Schule bedeutet hätte, entstanden Diskussionen, ob Slogans wie „Geiz ist Geil“ zum Namensgeber eines Gymnasiums passen. Als schließlich Nachforschungen im Bundesarchiv ergaben, dass Beisheim im Dritten Reich der Leibstandarte SS Adolf Hitler angehört hatte, verband die Schule ihren Umbenennungsantrag mit dem Vorbehalt, dass der Stifter sich zu seiner Vergangenheit äußern sollte. Daraufhin weigerte sich Beisheim, das Stiftungskapital einzuzahlen. Im Januar 2007 hob die Regierung von Oberbayern die Stiftung auf, was rechtlich umstritten ist.
Die Schülerzahl (849 am 1. Oktober 2013) nahm durch die Eröffnung eines neuen Gymnasiums in Holzkirchen zum Schuljahr 2014/15 deutlich ab (710 am 1. Oktober 2014). In Gmund-Finsterwald entstand zudem eine neue Realschule. Nach einem starken Rückgang der Anmeldungen (56 für den Besuch der 5. Klasse) 2014 stabilisierte sich die Schülerzahl in der Klasse 5 für das Schuljahr 2015/16 wieder (80 Anmeldungen), so dass das Gymnasium Tegernsee voraussichtlich dauerhaft dreizügig bleiben wird und damit in seiner Existenz vorerst nicht gefährdet ist. Mit Unterstützung des Landkreises sollen die Schülerzahlen stabil gehalten werden, beispielsweise durch Fahrtkostenerstattungen für Schüler aus Orten, für die auch das Gymnasium Bad Tölz in Frage käme.
Im Juli 2024 – nach 21 Jahren als Schulleiter in Tegernsee – ging Werner Oberholzner in den Ruhestand.

## Projekte und Veranstaltungen
- Die 7b des Gymnasiums war 2014 unter den Preisträgern des bundesweit ausgeschriebenen Wettbewerbs „Irgendwas mit Medien“, der jährlich von der Bundesregierung ausgeschrieben wird[11]
- Am Schuljahresende findet ein Sozialer Tag statt, an dem Schüler einen Tag lang Geld für die Projekte der gemeinnützigen Organisation Schüler Helfen Leben (SHL) sammeln[12]
- Alljährlich findet ein Sommerkonzert statt[13]
- Seit 1977 gibt es jedes Jahr (mit Ausnahme der Corona-Jahre 2021 und 2022) am Unsinnigen Donnerstag den „Bunten Abend“, eine von Schülern organisierte Sketch-Show, die das Schulgeschehen und lokale, sowie Weltpolitik parodiert.

## Bekannte Ehemalige
- Gerhart Baum (1932–2025), Politiker
- Horst Teltschik (* 1940), Politiker
- Eckart Roloff (* 1944), Journalist und Autor
- Maria von Welser (* 1946), Journalistin und Autorin
- Christine Laprell (1950–2021), Skirennläuferin und Ärztin
- Andreas Strüngmann (* 1950), Arzt und Pharmaunternehmer
- Marcus O. Rosenmüller (* 1963), Filmregisseur und Drehbuchautor
- Michael Reiffenstuel (* 1964), Diplomat
- Christine Bortenlänger (* 1966), Managerin
- Karsten Scheuren (* 1970), Dokumentarfilmer
- Tobias Öller (* 1974), Kabarettist
- Karl Bär (* 1985), Politiker[14]
- Viktoria Rebensburg (* 1989), Skirennfahrerin[15]